# Joseph-Alphonse Philibert
Pour les articles homonymes, voir Philibert.
Joseph-Alphonse Philibert (Besançon, 24 février 1848 - Paris, 13 mars 1926), est un officier de marine français. 

## Biographie
Fils d'un officier des Eaux et Forêts, il entre à l'École navale en octobre 1864 et en sort aspirant de 2e classe en août 1866. Il embarque alors sur le Jean Bart et est nommé aspirant de 1re classe en février 1868. Il sert ensuite à la division du Pacifique sur le Marceau et est promu enseigne de vaisseau en mars 1870. 
Affecté à la majorité de Brest (1872), il passe en 1873 sur le Forbin de Olry à la division de l'Atlantique Sud puis devient instructeur de la compagnie de débarquement. Officier de manœuvre, il participe activement à la campagne hydrographique du bâtiment dans les chenaux de Patagonie (1876). 
Second de la Loire en Nouvelle-Calédonie (1877), il passe en 1878 sur la Seudre puis commande la canonnière Bayonnette lors de l'insurrection canaques de 1878. Promu lieutenant de vaisseau (octobre 1878), il se fait remarquer pendant un typhon qui ravage l'île le 21 janvier 1880 et revient en France en 1881 pour servir à la direction du port de Brest. 
Embarqué sur l'Alma, il participe aux bombardements de Sfax et de Gabès lors de la campagne de Tunisie puis sert au Levant au moment des tensions avec l'Égypte. 
Sous-aide major à Brest (1883), commandant de l'aviso Nagotna au Tonkin (1884-1885), il est envoyé en 1886 à l'observatoire de Montsouris. Aide de camp de l'amiral Olry sur le cuirassé Vauban à la division du Levant (1887-1889), il est nommé capitaine de frégate en août 1890. Officier de manœuvre puis second du cuirassé Courbet en escadre de Méditerranée, il commande en 1893 l'aviso-transport Durance et la station de Tahiti. 
Il fait alors une campagne de deux années dans le Pacifique durant laquelle il effectue de nombreuses observations astronomiques. Nommé capitaine de vaisseau (octobre 1896), chef d'état-major de la 2e division de l'escadre de Méditerranée sur la Dévastation, il commande en 1898 le croiseur Descartes à la division d'Extrême-Orient et, pendant trois mois, assure le commandement supérieur de l'enclave de Kouang-Tchéou-Wan. 
Chef d'état-major de l'amiral Pottier sur le Redoutable (1900), il participe de manière déterminante aux évènements déclenchés dans les eaux chinoises par la guerre des Boxers. 
Membre du Conseil des travaux (décembre 1902), contre-amiral (mars 1904), il occupe d'importants postes administratifs avant de présider la Commission de contrôle et de révision du règlement d'armement, de la Commission des essais et du Comité des sous-marins. Membre de la section permanente du Conseil supérieur de la marine et du Comité technique (1905), il commande en mars 1906 la 2e division cuirassée de l'escadre du Nord sur le Bouvines.
Commandant du Kléber (1907) et de la force navale détachée sur les côtes du Maroc, il participe au débarquement de Casablanca et à l'occupation de la Chaouia et, à terre, dirige le ravitaillement du corps expéditionnaire. Il obtient alors un témoignage de satisfaction et est promu vice-amiral (juin 1908). 
Inspecteur général des défenses sous-marines (1908), membre du Conseil supérieur de la marine, il prend sa retraite en février 1913.

## Récompenses et distinctions
- Chevalier (9 novembre 1880), Officier (12 juillet 1894), Commandeur (19 juillet 1901), Grand Officier (29 décembre 1907) puis Grand-croix de la Légion d'honneur (25 janvier 1913).
- Une place de Casablanca porte son nom.